# 八木侑紀
八木侑紀（12月7日—）是大阪府出身的日本女性聲優、歌手，Production Ace新人聲優所屬。

## 演出作品
粗體字為主要角色。

### 電視動畫
2015年
- 空戰魔導士培訓生的教官（女孩）
- 對魔導學園35試驗小隊（學生A）

2016年
- 無畏魔女（渡邊）

2017年
- 辣妹與我的第一次（女學生C、園兒（女孩子）、幼女）
- 我的女友是個過度認真的處女bitch（篠崎奏多[2]、幼時的遙）

2018年
- 魔法少女 我（妖魔、觸手妖魔）
- 千緒的通學路（路人〈女〉、女子、要排隊權的女性）

2019年
- 賢者之孫（考官、女子）
- 崛起！萌獸寵物店（花子）

2020年
- 貓娘樂園（巧克力[3]）

### OVA
2018年
- 我的女友是個過度認真的處女bitch（篠崎奏多）

### 劇場版動畫
2018年
- 怪獸娘（黑）～奧特怪獸擬人化計劃～（ペガッサ星人[4]）

### 遊戲
2015年
- 神話創世RPG阿瑪迪斯（希拉、鈿女、塞爾凱特）

2016年
- 最終編年史Last Chronicle（日语：ラストクロニクル）（梅妮茲瑪、系統語音）
- 圓環感染爆發code -S-（黑葛原真由）
- 神話創世RPG阿瑪迪斯02旋血諸神黃昏（弗麗嘉、哈索爾、札特瓜）
- 陰陽童話之魂（赫耳墨斯·特里斯墨吉斯忒斯、黑船薩斯喀那、對物狙擊槍雷姆、鐵鼠）

2017年
- 我家公主最可愛（胡莉衛拉）
- 擴張少女系三重奏（加芙列拉·洛塔琳斯卡[5]）

2021年
- 艦隊收藏（火奴魯魯、輕巡新棲姬、第三◯號海防艦、八幡丸／雲鷹、Hi船團棲姬）

### 廣播劇CD
- 尊貴魔女6 第506統合戰鬥航空團 疑心！（少女）
- 鬥影G Kaiser（吾妻泉[6]）

### 網路廣播劇
- 萌萌侵略者 Paramilitary Company（難波月華[7]）

## 外部連結
- 事務所官方簡介 （页面存档备份，存于）（日語）
- 八木侑紀的X（前Twitter）（日語）